# Исмайлов, Рафис Рза оглы
Рафис Рза оглы Исмайлов (азерб. Rafiz Rza oğlu İsmayılov; 30 марта 1939, Баку — 30 апреля 2025) — художник кино и театра. Народный художник Азербайджана (2000). Лауреат Государственной премии АзССР (1978) (за фильм «Бухта радости», 1972). Член Союза кинематографистов Азербайджана. Член Союза художников Азербайджана и Гильдии кинорежиссёров.

## Биография
Родился 30 марта 1939 года в Баку. В 1962 году окончил государственное художественного училище имени Азима Азим-заде, где учился у педагогов К. Ханларова и А. Абдулхалыка. В 1972 году окончил художественный факультет ВГИК (мастерская М. А. Богданова, Б. М. Неменского, Г. А. Мясникова). Дипломная работа по повести Б. Семёнова, Т. Талатова «Подвиг длиною в жизнь» посвящена теме Баку военного времени. С 1972 года — художник-постановщик киностудии «Азербайджанфильм».
Помимо игровых фильмов, создатель нескольких десятков анимационных фильмов, режиссёр и соавтор мультфильмов «Ода», «Подкоп», «Торпаг» и др.
Сценограф многочисленных постановок в Азербайджанском государственном академическом театре оперы и балета (оперы «Натаван», «Трубодур», балеты «Раст», «Лейли и Меджнун», «Любовь и смерть» П.Бюль-бюль оглы, одноактный балет «Половецкие пляски» из оперы «Князь Игорь» А.Бородина и др.).
Художник десятков спектаклей, поставленных на сценах Азербайджанского государственного академического национального драматического театра и Азербайджанского государственного русского драматического театра имени Самеда Вургуна («Федра», «Египетские ночи», «Юсиф и Зулейка», «Антоний и Клеопатра», «Двери, в которые стучат», «Одинокое ивовое дерево» и др.).
Художник-постановщик фильмов и сценограф театральных постановок, вошедших в золотой фонд азербайджанского искусства. Является также архитектором и дизайнером по оформлению интерьеров.
Постоянный участник выставок живописи, графики и миниатюр.
Индивидуальность почерка художника с особой силой проявилась в возрождении традиций восточной миниатюры. Он смог придать новое звучание классическому азербайджанскому искусству, используя его каноны в цикле живописных, а также кинодекорационных и сценографических работ, и открыть красоту миниатюры современникам.
Известен как иллюстратор произведений азербайджанской и зарубежной литературы.
В 2008 году удостоен Персональной пенсии Президента Азербайджанской Республики.
Лауреат Национальной кинопремии Союза кинематографистов Азербайджанской Республики (2014).
Лауреат национальной азербайджанской кинопремии «Qızıl Pəri» за 2015 год в номинации «Лучший кинохудожник» (фильм «Посол зари»).
Умер в апреле 2025 года в возрасте 86 лет.

## Фильмография
- 1971: Поёт Муслим Магомаев (реж. Тофик Исмайлов);
- 1974: Мститель из Гянджабасара (реж. Гусейн Сеид-заде, Расим Оджагов);
- 1974: 1001-я гастроль (реж. Октай Миркасимов);
- 1976: Мезозойская история (реж. Рашид Атамалибеков);
- 1977: Бухта Радости (2 серии, реж. Эльдар Кулиев);
- 1977: Юбилей Данте (реж. Анар, Гульбаниз Азим-заде);
- 1978: Гранатовая роща (в прокате под названием «Мужчина в доме», реж. Тофик Таги-заде);
- 1978: Защита диплома (реж. Джахангир Мехдиев);
- 1978: Маэстро Ниязи (худ.-док., реж. Рауф Нагиев);
- 1979: Чудак (2 серии, реж. Аждар Ибрагимов);
- 1980: Структура момента (2 серии, реж. Расим Исмайлов);
- 1981: Аккорды долгой жизни (реж. Анар);
- 1982: Деловая поездка (2 серии, реж. Расим Исмайлов);
- 1983: Рыцари чёрного озера (реж. Энвер Аблуч, худ.рук. Ю.Челюкин);
- 1984: Вот придет август (реж. Гульбаниз Азим-заде);
- 1985: Дождь в праздник (реж. Джамиль Кулиев);
- 1986: В семнадцать мальчишеских лет (реж. Руфат Шабанов);
- 1986: Сигнал с моря (реж. Джейхун Мирзоев);
- 1987: Другая жизнь (реж. Расим Оджагов);
- 1987: Петушок Пирверди (реж. Рамиз Азабейли);
- 1989: Храм воздуха (реж. Расим Оджагов);
- 1990: Счастливчик (реж. Омир Нагиев);
- 1990: «Япон» и японец (реж. Сергей Ратников) ;
- 1991: Месть (реж. Юсиф Ализаде);
- 1991: Семь дней после убийства (реж. Расим Оджагов);
- 1993: Крик (реж. Джейхун Мирзоев);
- 1993: Тахмина (реж. Расим Оджагов);
- 1997: Последний бой (реж. Хайям Аслан);
- 1998: Комната в отеле (реж. Расим Оджагов);
- 1999: Случайная встреча (реж. Шамиль Алиев);
- 2001: Колдун (реж. Октай Миркасимов);
- 2002: Дронго (реж. Зиновий Ройзман);
- 2004: Там, где сливаются реки (реж. Ниджат Файзуллаев);
- 2005: Мы вернемся (реж. Эльхан Касимов);
- 2007: Обреченные (реж. М. Алекперзаде);
- 2007: Три девушки (реж. Мурад Ибрагимбеков);
- 2009: Джавад хан (реж. Ровшан Алмурадов);
- 2009: Стамбульский рейс (реж. Эльдар Кулиев);
- 2010: Дом (к/м, реж. Азиф Рустамов);
- 2011: Перевернутый мир;
- 2013: Вниз по течению (реж. Азиф Рустамов);
- 2014: Посол зари (реж. Рамиз Гасаноглу).

## Избранная библиография
- «Кинохудожник Рафис Исмайлов». Автор — Мехин Месалик кызы Вагабова, Вестник КазНУ. Серия филологическая, № 6 (130). 2010
- «Я благодарю судьбу за свою профессию». Интервью Франгиз Ханджанбековой, «Бакинский рабочий», 28.08.2012